# Frank Foster
Frank Foster, (Cincinnati, 1928. szeptember 23. vagy 1928. szeptember 21. – Chesapeake, 2011. július 26.) Grammy-díjas amerikai szaxofonos, fuvolás, hangszerelő, zeneszerző.

## Pályafutása
Frank Foster a Wilberforce University-n tanult. 1949-ben Detroitban kezdett játszani olyan zenészekkel, mint Wardell Gray és Elvin Jones. A katonai szolgálata után 1953-ban csatlakozott a Count Basie Orchestra-hoz, amelyben tenorszaxofonozott. Hangszerelt is Basie számára, és komponált olyan darabokat, mint a „Shiny Stockings”, a „Blues Backstage”, a „Down for the count”. Frank Foster zenekaron kívüli session-ökben is játszott, például Thelonious Monkkal 1954-ben.
Miután 1964-ben elhagyta Count Basie-t, és − többek között – komponált Sarah Vaughan és Frank Sinatra számára. 1970 és 1972 között Elvin Jonesszal, 1972- 1975 között pedig a Thad Jones/Mel Lewis zenekarral játszott. Saját együtteseket, nagyzenekarokat alapított, amelyekkel Európában és Japánban turnézott. 1985-ben Jimmy Smith kvintettjével turnézott Európában. 1986, -95 között Thad Jonest követte a Count Basie big band vezetőjeként. Ezután újraélesztette The Loud Minority Big Bandet, amelyben Danny Mixon zongorázott.
2002-ben megkapta a Jazz Masters Fellowship-et a NEA Alapítványtól.

## Albumok
- 1953: Here Comes Frank Foster: Frank Foster Quintet with Benny Powell
- 1955: Hope Meets Foster
- 1956: No 'Count
- 1963: Basie Is Our Boss
- 1965: Fearless Frank Foster
- 1966: Soul Outing!
- 1968: Manhattan Fever
- 1974: The Loud Minority
- 1976: Here and Now
- 1977: Shiny Stockings
- 1978: Twelve Shades of Black
- 1979: Non-Electric Company
- 1982: The House That Love Built
- 1983: Two for the Blues with Frank Wess
- 1984: Frankly Speaking with Frank Wess
- 1985: Generations (Pepper Adams and Frank Foster
- 1992: The Count Basie Orchestra, Directed by Frank Foster − Live at El Morocco
- 1995: A Fresh Taste of Thad Jones and Frank Foster
- 1996: Leo Rising
- 1998: Swing (live)
- 2002: Live at Feuerwache Mannheim
- 2003: We Do It Diff'rent (live)
- 2004: Settin' the Pace
- 2005: Endless Fingers

## Díjak
- Grammy-díj: 1987, 1990
- 2002: National Endowment for the Arts

## Fordítás
Ez a szócikk részben vagy egészben  a   Frank Foster című német Wikipédia-szócikk ezen változatának fordításán alapul.  Az eredeti cikk szerkesztőit annak laptörténete sorolja fel. Ez a jelzés csupán a megfogalmazás eredetét és a szerzői jogokat jelzi, nem szolgál a cikkben szereplő információk forrásmegjelöléseként.